# Altata
La Altata (in russo Алтата?) è un fiume della Russia europea, affluente di sinistra del Bol'šoj Uzen'. Scorre nei rajon Dergačëvskij e Eršovskij dell'oblast' di Saratov.

## Descrizione
Il fiume ha un alveo estremamente tortuoso, scorre dapprima verso nord-ovest, dopo aver attraversato Dergači gira a sud e poi nell'ultimo tratto si dirige a ovest. La sua larghezza nel corso medio e inferiore arriva fino a 62 m. Sfocia nel Bol'šoj Uzen' a 541 km dalla foce, presso il villaggio di Osinov Gaj. Ha una lunghezza di 142 km, l'area del suo bacino è di 3780 km².